# Tempo di salita
Il tempo di salita, noto anche come rise time, nell'ambito del controllo ottimo, e più in generale dei controlli automatici e dei sistemi dinamici, è un indice della velocità di risposta del controllo. Come tempo di salita si intende il tempo necessario al sistema per variare dal 10% al 90% del valore di regime dello stesso; l'uscita deve raggiungere tale valore senza compiere oscillazioni.
In termini matematici si ha:
{\displaystyle t_{s}=t_{2}-t_{1},},
dove (definito il sistema come sys):
{\displaystyle t_{1}:y(t_{1})/y_{sys}=0.1}
{\displaystyle t_{2}:y(t_{2})/y_{sys}=0.9}

## Tempo di salita di un circuito elettronico
Solitamente il segnale di test è costituito da un'onda quadra generata da un circuito molto più veloce del sistema da testare. Per convenzione la misura di tempo viene effettuata tra il 10% e il 90% del valore picco-picco dell'onda quadra considerata, per i fronti negativi, ovviamente è il reciproco, dal 90% al 10%. Questo parametro interessa sia i circuiti logici che i circuiti lineari, minore è il tempo di salita, o rise time, maggiore risulta la frequenza cui il circuito può operare, il parametro relativo alla frequenza viene indicato come banda passante (solitamente espressa in MHz), questa è strettamente correlata al rise time. Questa misura si effettua con l'oscilloscopio: per agevolare l'operazione, sullo schermo dello strumento, posizionati sul reticolo dell'asse verticale, preposto alla misurazione della tensione, sono presenti due riferimenti fissi posti al 10% e 90%. Trattandosi di circuiti elettronici, le grandezze di tempo sono dell'ordine dei microsecondi o nanosecondi.